# Кёниг-Факсенфельд, Рейнхард фон
Фрайхерр Рейнхард фон Кёниг-Факсенфельд (19 марта 1899 года, Штутгарт — 9 марта 1992 года, Факсенфельд) — немецкий инженер и изобретатель в сфере автомобильного транспорта, учёный в области аэродинамики автомобиля, авто- и мотогонщик. Основатель «Фонда замка Факсенфельд».

## Биография
Фрайхерр Рейнхард Кениг-Факсенфельд родился в Штутгарте в 1899 году в семье фрайхерра Франца фон Кенига-Факсенфельда, как его старший сын стал наследником титула. Учился в гимназии в Штутгарте, а затем в Штутгартском университете, на факультете машиностроения и автомобилестроения.
С юности увлекся авто- и мотоспортом, неоднократно становился победителем различных гонок. Так, в 1924 году на мотоцикле Cotton в классе 250 см³ фон Кёниг-Факсенфельд стал первым победителем в истории Чемпионата Германии по уличным мотогонкам, который проводился тогда в городе Шлайц (Тюрингия). В 1925 году он победил в классе 750 см³ в мотогонке Solituderennen на трассе Solitudering под Штутгартом, где побил рекорд скорости трассы.
Воодушевленный своими победами, он интенсивно работал над аэродинамикой автомобиля. В конце 1920-х гг. Рейнхард фон Кёниг-Факсенфельд возглавил немецкое представительство конструкторского бюро австрийского инженера Пауля Ярая, который в 1922 году зарегистрировал первые фундаментальные патенты по аэродинамике транспортных средств. В начале 1930-х гг. он разорвал отношения с Яраем и начал, а сотрудничестве вместе со Штутгартским Научно-исследовательским институтом автомобильного машиностроения и автомобильных двигателей (FKFS), свои собственные исследования аэродинамики автомобилей.
В рамках этой работы фон Кёниг-Факсенфельд разработал целую серию автомобилей гоночных, экспериментальных и предназначенных для установления рекордов скорости. Кроме того, он разработал обтекаемые кузова типа седан, которые были установлены на шасси известных производителей.

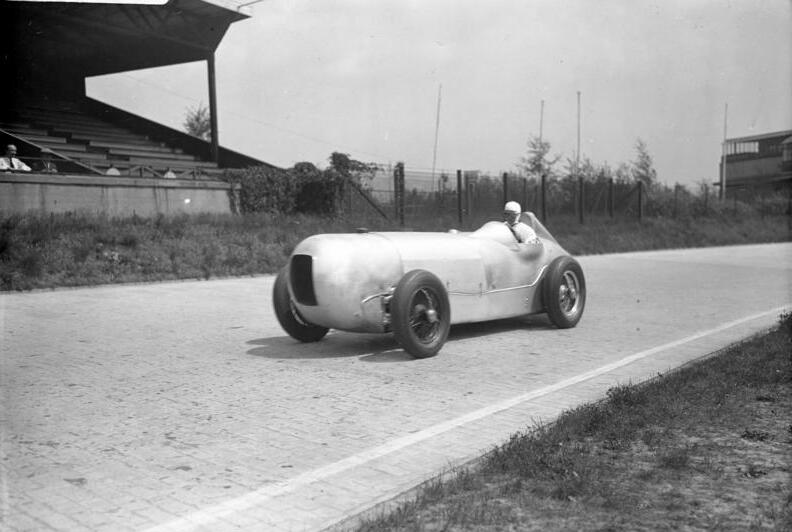
Манфред фон Браухич в Mercedes-Benz SSKL на берлинской трассе АФУС в 1932 году

Его самым большим успехом в этой области был аэродинамический дизайн автомобиля Mercedes-Benz SSKL, построенный на заводе Vetter в Каннштаттt. На этом автомобиле известный немецкий гонщик Манфред фон Браухич победил в гонке на трассе АФУС в Берлине в 1932 году.
Также под руководством фон Кёнига-Факсенфельд был построен обтекаемый автомобиль на основе Maybach-SW 38. Этот автомобиль со спортивным кузовом был построен во Франкфурте известными на тот момент специалистами по кузовным работам компанией «Dörr und Schreck» и был приобретен производитель шин компанией Fulda. Машина использовалась «Фульдой» для испытаний шин на скоростных режимах, и благодаря обтекаемой форме кузова достигала максимальной скорости 200 км/час. К сожалению, этот автомобиль исчез во время Второй мировой войны.
Благодаря своим исследованиям он был владельцем многочисленных патентов на свои изобретения. На получаемые от них поступления
в 1982 году Рейнхард фон Кениг-Факсенфельд основал «Фонд замка Факсенфельд», который распоряжается также фамильной недвижимостью Кениг-Факсенфельдов. Фондом учреждена премия имени Рейнхарда фон Кениг-Факсенфельда, вручаемая раз в два года, «за новые технологические решения, отвечающие насущным социальным вызовам, инженерную смелость, существенный вклад в устойчивый научно-технический прогресс». Также фонд поддерживает музейную деятельность. Так, в фамильном замке Факсенфельд открыта постоянная выставка, посвященная деятельности Рейнхард фон Кениг-Факсенфельд в области автоспорта и автомобилестроения, в частности, его фундаментальным работас в области аэродинамики транспортных средств, также в галерее замка выставляются собранные отцом основателя фонда фрайхерром Францем фон Кенигом-Факсенфельдом картины, прежде всего, швабских импрессионистов, в их числе Герман Плойер и Отто Рейнигер.